# Club Hoquei Palafrugell
El Club Hoquei Palafrugell es un club de hockey sobre patines de la localidad gerundense de Palafrugell. Fue fundado en 1954 y actualmente milita en la OK Liga Plata.

## Resultados por temporada
Nota aclaratoria:
|  | Temporada culminada con ascenso a categoría superior |

|  | Temporada culminada con descenso a categoría inferior |

| Temporada | Categoría | División               | Posición | Copa del Rey | Liga Europea/Copa de la CERS |
| --------- | --------- | ---------------------- | -------- | ------------ | ---------------------------- |
| 2010–11   | 3         | Liga Nacional Catalana | 12.º     |              |                              |
| 2011–12   | 3         | Liga Nacional Catalana | 6.º      |              |                              |
| 2012–13   | 3         | Liga Nacional Catalana | 8.º      |              |                              |
| 2013–14   | 3         | Liga Nacional Catalana | 9.º      |              |                              |
| 2014–15   | 3         | Liga Nacional Catalana | 2.º      |              |                              |
| 2015–16   | 2         | 1ª División            | 9.º      |              |                              |
| 2016–17   | 2         | 1ª División            | 1.º      |              |                              |
| 2017–18   | 1         | OK Liga                | 15.º     |              |                              |
| 2018–19   | 2         | OK Liga Plata          | 1.º      |              |                              |
| 2019–20   | 1         | OK Liga                | 11.º     |              |                              |
| 2020–21   | 1         | OK Liga                | 11.º     |              |                              |
| 2021–22   | 1         | OK Liga                | 12.º     |              |                              |

## Palmarés
- 2 Campeonatos 1ª División/Ok Lliga Plata y ascenso a OK Lliga (2016-17)[1] y (2018-19)[2]
- 2 Copas SAR Princesa de Asturias (2016-17)[3] y (2018-19)[4]
- 1 Campeonato de la Supercopa Catalana (2015)[5]